# باستان‌شناسی خاور نزدیک
باستان‌شناسی خاور نزدیک یا باستان‌شناسی خاورمیانه (به انگلیسی:Archeology of the Middle East) که به عنوان علم تاریخ خاورمیانه باستان نیز شناخته می‌شود بررسی و پژوهش حول محور تاریخ کهن منطقه جنوب غربی آسیا، خاورمیانه می‌باشد. قدمت شواهد باستانی اکتشاف شده گاهی به ۵۰ هزار سال پیش نیز می‌رسد. ایران، مصر، عراق، ترکیه و افغانستان کشورهایی هستند که بیشترین شواهد باستانی از آنان استخراج شده است.
خاورمیانه محل اتصال قاره آسیا و آفریقا است. این منطقه مهم و حیاتی، نقش تأثیرگذاری در تاریخ بشر ایفا کرده است. استفاده از اصطلاح «خاورمیانه» را اولین بار در سال ۱۹۰۲ «آلفرد ماهان» استراتژیست دریایی آمریکایی در مقاله ای به کار برد و از خاورمیانه به عنوان منطقه ای میان حوزه نفوذ روسیه و بریتانیا یاد کرد. حوزه ای میانی که دو قدرت آن زمان برای سلطه بر آن با یکدیگر رقابت می‌کردند. روزنامه‌نگاران پس از مدت کوتاهی شروع به استفاده از این اصطلاح کردند و تا زمان وقوع جنگ جهانی دوم این اصطلاح در بین مردم رایج شده بود. با توجه به اینکه امروزه هیچ حد و مرز رسمی برای تعیین مرزهای خاورمیانه وجود ندارد، تعریف این منطقه منحصراً بر اساس جوامع کنونی آن غیرممکن است. شاید خیلی‌ها موافق باشند، کشورهایی که نامشان در زیر می‌آید جزو خاورمیانه محسوب شوند: بحرین، مصر، ایران، عراق، فلسطین، اردن، کویت، لبنان، عمان، قطر، عربستان سعودی، سوریه، ترکیه، امارات متحده عربی و یمن. تمامی این جوامع سیاسی قلمروهایی در آسیا دارند. خاورمیانه در طول تاریخ جایگاه اقوام و فرهنگ‌های گوناگون بوده است. پی بردن به این که این مردم چه کسانی بودند و چگونه با هم ارتباط داشتند کاری دشوار و در عین حال جذاب است. کتاب «خاورمیانه باستان» در نگاه اول ضمن تعریف جغرافیای سیاسی و اقتصادی خاورمیانه، اقوام و فرهنگ‌ها، اقتصاد و کشاورزی و اهمیت آب در این منطقه مهم و یافته‌های باستان شناختی را در آنجا مورد بررسی و ارزیابی قرار داده است.

## خاورمیانه
خاورمیانه شامل کشورهای جنوب غرب آسیا است. هر چند برخی از تاریخ‌دانان، باستان شناسان و جغرافیدانان خاورمیانه را دقیقاً از حیث مرزبندی سیاسی و ژئوپلتیکی منحصر یا فراتر از جنوب غرب آسیا می‌شمارند؛ مثلاً برخی مصر را جزو خاورمیانه نمی‌دانند و برخی حتی الجزایر را جزو خاورمیانه می‌دانند. قلب و مرکز خاورمیانه فلات ایران و کشور ایران است که حدود یک چهارم از کل منطقه را شامل می‌شود. عربستان نیز سهم زیادی دارد. خاورمیانه مرکز نفت و گاز جهان است به گونه ای که حداقل نیمی از کشورهای آن نیمی از میادین استخراجی نفت و گاز فعال کره زمین را نیز در دست دارند. هنوز هم پس از گذشت ده‌ها سال گمان می‌رود بسیاری از میادین گازی و نفتی کشف نشده و دست نخورده هستند.